# Тајм-аут
Тајм-аут (енгл. Time out) означава паузу за време једне спортске утакмице. Трајање ове паузе разликује се од спорта до спорта, и у зависности од општих ситуација на терену и природе спорта разликујемо две врсте: тренерски (у случају да је екипни спорт и да има тренера, служи да би се играчи одморили и спремили нову тактику) и судијски (принудна пауза).

### Занимљивости
Занимљиво је колико је ово, наизглед мало правило у спорту, утицало на његову историју. Забележено је још средином прошлог века финале Олимпијских игара у коме су се састале кошаркашке репрезентације Сједињених Америчких Држава и СССР-а. Након паузе, Совјети су имали три секунде времена да анулирају поен заостатка за Американцима. Нису успели на опште славље америчких навијача. Испоставило се, ипак, да су Руси пре времена кренули у акцију. Судије поништавају победу америчке репрезентације и наређују да се напад понови. Тренер СССР-а тражи тајм-аут након којег је изведена другачија, овог пута успешна акција. СССР је тако дошао до титуле.